# Lucien Malson

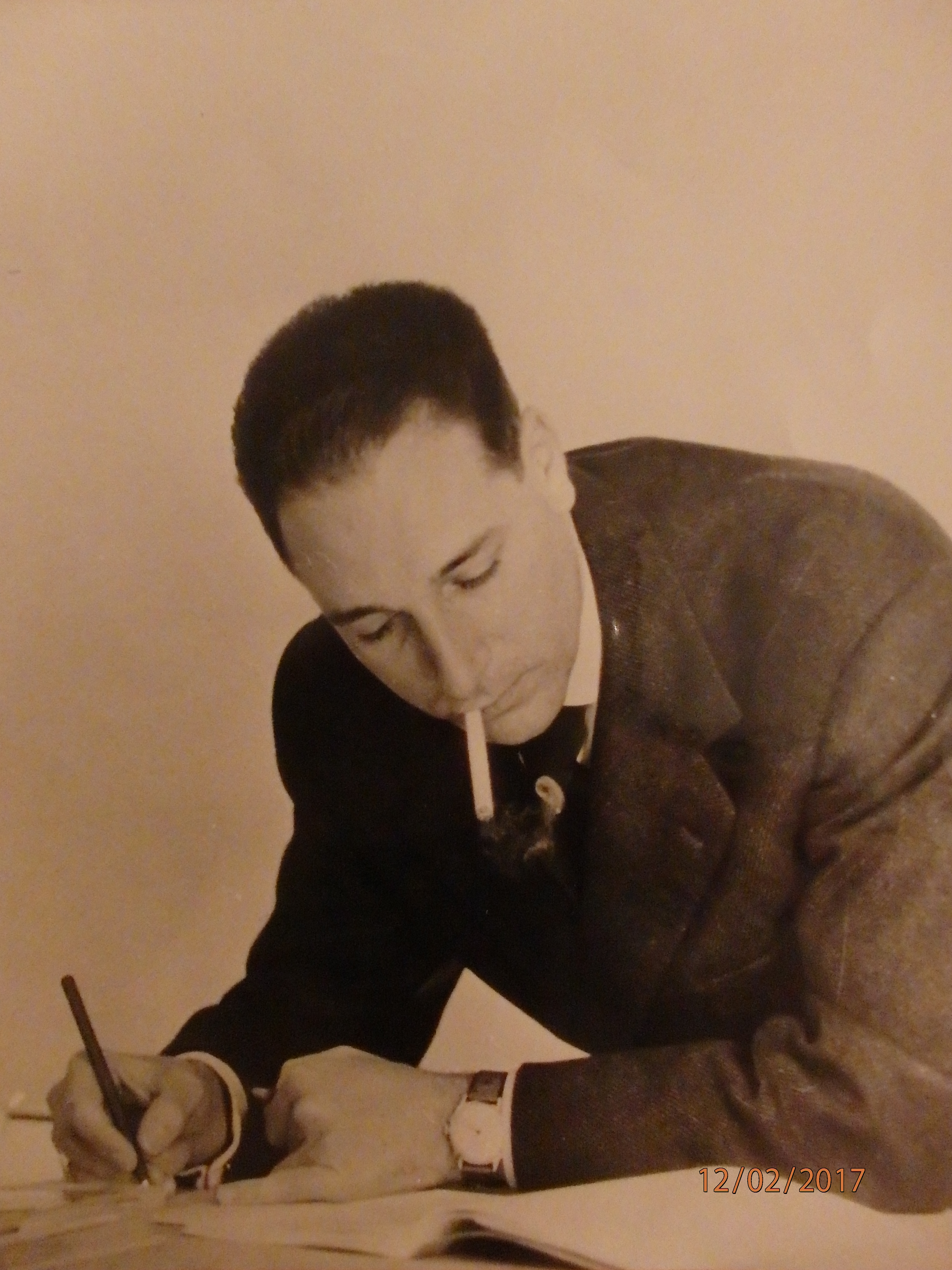
Lucien Malson

Lucien Malson (* 14. Mai 1926 in Bordeaux; † 27. Januar 2017) war ein französischer Jazzjournalist und Autor.

## Leben und Wirken
Malson promovierte in Literaturwissenschaft, in der er auch seine Agrégation erhielt. Außerdem erwarb er ein Diplom (Diplôme d’études supérieures) in Philosophie, die er als Professor am Centre national de pédagogie de Beaumont (C.N.E.F.A.S.E.S) einige Jahre unterrichtete. Ab 1946 schrieb er für die Zeitschriften Vent d’Ouest und Jazz Hot, bei der er zusammen mit André Hodeir, Charles Delaunay und Boris Vian in der Redaktion saß. Ab 1956 pflegte er Jazzkolumnen in verschiedenen Zeitschriften wie Radio-Cinéma, Arts, Jazz Magazine und moderierte Jazzsendungen beim staatlichen Rundfunk France IV (heute France Musique).  Beim RTF (heute ORTF) schuf er die Sendung Le bureau du Jazz und er moderierte bis 1996 in Radiosendungen wie Black and Blue und Jazz d'aujourd'hui bei France Culture. Die Sendung Black and Blue, welche bis 2008 bestand, initiierte er Anfang der 1970er Jahre mit dem Jazzkritiker und Schriftsteller Alain Gerber (* 1943).
1959 gründete er die Zeitschrift Les Cahiers du Jazz und war bis 1971 ihr Chefredakteur. Nebenbei war er Musikkritiker bei Le Monde. Er ist Autor mehrerer in Frankreich erschienenen Jazzbücher. Er schrieb ein mehrfach aufgelegtes Buch über Wolfskinder (im Speziellen über Victor von Aveyron) und war Mitglied der Akademie Charles Cros.

## Schriften
- Les Maîtres du jazz. Buchet Chastel, 10. Auflage 2006 (erstmals erschienen in Presse Universitaire de France 1952, Reihe «Que sais-je ?»)
  - Deutsche Übersetzung: Die Meister des Jazz. Hoeppner 1980
- Histoire du jazz et de la musique afro-américaine. Édition Seuil 1976, 1983, 1994
- Geschichte des Jazz. Éditions Rencontre 1967 (Illustrierte Geschichte der Musik, Band 19)
- Des Musiques de Jazz. Parenthèses 1989
- L’Histoire du Jazz moderne. La Table Ronde 1961
- mit Christian Bellest: Le Jazz., Presses Universitaires de France, Reihe «Que sais-je ?», 1992
- Les Enfants sauvages, mythe et réalité suivi de Mémoire et rapport sur Victor de l’Aveyron. 1964 (mehrfach neu aufgelegt, zuletzt Collection  bibliothèques 2011)
  - Deutsche Übersetzung: Die wilden Kinder. Suhrkamp Taschenbuch 1972, 2001 (mit Jean Itard, Octave Mannoni)